# سنجاب‌ماهی چشم‌درشت
سنجاب‌ماهی چشم‌درشت (نام علمی: Beryx decadactylus) نام یک گونه از راسته سنجاب‌ماهی‌سانان است.این ماهی را می‌توان در آب‌های معتدل و نیمه‌گرمسیری اقیانوس‌ها تقریباً در سراسر جهان یافت، هرچند زیاد رایج نیست.این ماهی معمولاً با مرجان‌های دریای عمیق ارتباط دارد و به صورت گروهی آبکوه تشکیل می‌دهند.